# Desa Sukorejo (administrativ by i Indonesien, Jawa Tengah, lat -7,51, long 111,12)
Desa Sukorejo är en administrativ by i Indonesien.   Den ligger i provinsen Jawa Tengah, i den västra delen av landet, 500 km öster om huvudstaden Jakarta.